# 蓮花路駅
蓮花路駅（れんかろ-えき）は、中華人民共和国上海市閔行区蓮花路にある上海軌道交通1号線の駅。

## 駅構造
相対式ホーム2面2線を有する地上駅。

## 駅周辺
- 南方友誼商場
- 南方購物中心
- 対梅隴城

## 歴史
- 1996年12月28日 - 開業。
- 2018年6月23日 - 駅周辺の再開発事業に着手。

## 今後の計画
2018年4月20日、北広場再開発の計画を公開した。同年6月23日北広場駅舎の解体工事を開始し、同年7月12日に三井不動産は駅舎の再開発事業計画を発表した。

## 隣の駅
上海軌道交通（上海地下鉄）
■1号線
外環路駅 - 蓮花路駅 - 錦江楽園駅